# Mutters Schatten
Mutters Schatten: Kehraus im Elternhaus ist ein Radio-Feature von Lorenz Rollhäuser.

## Inhalt
Nach dem Tod des Vaters vor einigen Jahren, ist Mutter nun ins Altenpflegeheim gekommen. Konfrontiert mit dem Zwang, Haus und Hausrat, und damit das Leben der Eltern zu sortieren, reden die beiden Söhne, die seit der Jugend nicht mehr so viel Zeit miteinander verbracht haben, über den Verlust des Elternhauses, die eigene Jugend im heimischen Münster und die Mutter, die an Demenz erkrankt ist.
Dazwischen O-Töne von Besuchen bei der Mutter, das gesprächsweise Abtasten, inwieweit Erinnerung und Erkennen noch funktionieren, wie sie ihre veränderte Situation bewältigt.

## Auszeichnungen
- 2008: Prix Europa, Bestes europäisches Radio-Feature[2]